# La Terre jaune
Pour plus de détails, voir Fiche technique et Distribution.
La Terre jaune (黄土地, Huáng tǔdì) est un film chinois réalisé par Chen Kaige, sorti en 1984.

## Synopsis
En 1939, en Chine, un soldat de l'Armée populaire de libération est envoyé dans la campagne de la province du Shaanxi pour recueillir des chants traditionnels. Il rencontre Cuiqiao, jeune adolescente de 13 ans qui vit avec son frère Hanhan et son père fermier. Ce dernier l'a promise en mariage à un homme qu'elle ne connaît pas.

## Fiche technique
- Titre : La Terre jaune[1]
- Titre original : 黄土地, Huáng tǔdì
- Réalisation : Chen Kaige
- Directeur de la photographie : Zhang Yimou
- Pays d'origine : Chine
- Format : Couleurs - 1,85:1 - Mono - 35 mm
- Genre : Drame
- Durée : 91 minutes
- Date de sortie : 
  - Chine : 1984
  - France : 26 novembre 1986[1]

## Distribution
- Liu Qiang (刘强) : 憨憨, hānhān
- Tan Tuo (谭托) : Le père de Cuìqiǎo
- Wang Xueqi (王学圻) : 顾青, Gù Qīng
- Xue Bai (薛白) : 翠巧, Cuìqiǎo

## Autour du film
C'est la vision de Terre Jaune qui a décidé Jia Zhangke, lui-même originaire du Shanxi, à devenir cinéaste : 

« C’est de cette région de la «Terre jaune», le Shanxi, que je viens, mais je ne l’avais jamais vue à l’écran. Ces personnages avares en paroles et ombrageux, engoncés dans leurs vêtements molletonnés, m’étaient très familiers. Bien que ce film soit censé se dérouler dans les années 1930, j’avais des cousins qui vivaient exactement dans les mêmes conditions. »

## Distinctions
- Festival international du film de Locarno 1985 : sélection en compétition
- Festival des 3 Continents 1985 : prix de la meilleure photographie